# Douglas (Georgia)
Douglas ist eine Stadt und zudem der County Seat des Coffee County im US-Bundesstaat Georgia mit 11.589 Einwohnern (Stand: 2010).

## Geographie
Douglas befindet sich im Süden Georgias und liegt etwa 310 km südlich von Atlanta. Die nächsten größeren Städte sind Jacksonville (160 km südöstlich) und Tallahassee (190 km südwestlich), beide in Florida gelegen.

## Geschichte
Die Siedlung wurde 1855 gegründet und nach dem Senator Stephen Arnold Douglas benannt. 1895 wurde Douglas an das Eisenbahnnetz angeschlossen. Im gleichen Jahr wurde Douglas zur Town und zwei Jahre später zur City ernannt.

## Demographische Daten
Laut der Volkszählung von 2010 verteilten sich die damaligen 11.589 Einwohner auf 4.259 bewohnte Haushalte, was einen Schnitt von 2,54 Personen pro Haushalt ergibt. Insgesamt bestehen 4.868 Haushalte. 
64,8 % der Haushalte waren Familienhaushalte (bestehend aus verheirateten Paaren mit oder ohne Nachkommen bzw. einem Elternteil mit Nachkomme) mit einer durchschnittlichen Größe von 3,20 Personen. In 36,8 % aller Haushalte lebten Kinder unter 18 Jahren sowie in 26,7 % aller Haushalte Personen mit mindestens 65 Jahren.
31,4 % der Bevölkerung waren jünger als 20 Jahre, 26,3 % waren 20 bis 39 Jahre alt, 23,9 % waren 40 bis 59 Jahre alt und 18,5 % waren mindestens 60 Jahre alt. Das mittlere Alter betrug 33 Jahre. 45,8 % der Bevölkerung waren männlich und 54,2 % weiblich.
41,6 % der Bevölkerung bezeichneten sich als Weiße, 52,0 % als Afroamerikaner, 0,2 % als Indianer und 0,9 % als Asian Americans. 4,0 % gaben die Angehörigkeit zu einer anderen Ethnie und 1,4 % zu mehreren Ethnien an. 6,3 % der Bevölkerung bestand aus Hispanics oder Latinos.
Das durchschnittliche Jahreseinkommen pro Haushalt lag bei 33.576 USD, dabei lebten 28,0 % der Bevölkerung unter der Armutsgrenze.

## Sehenswürdigkeiten

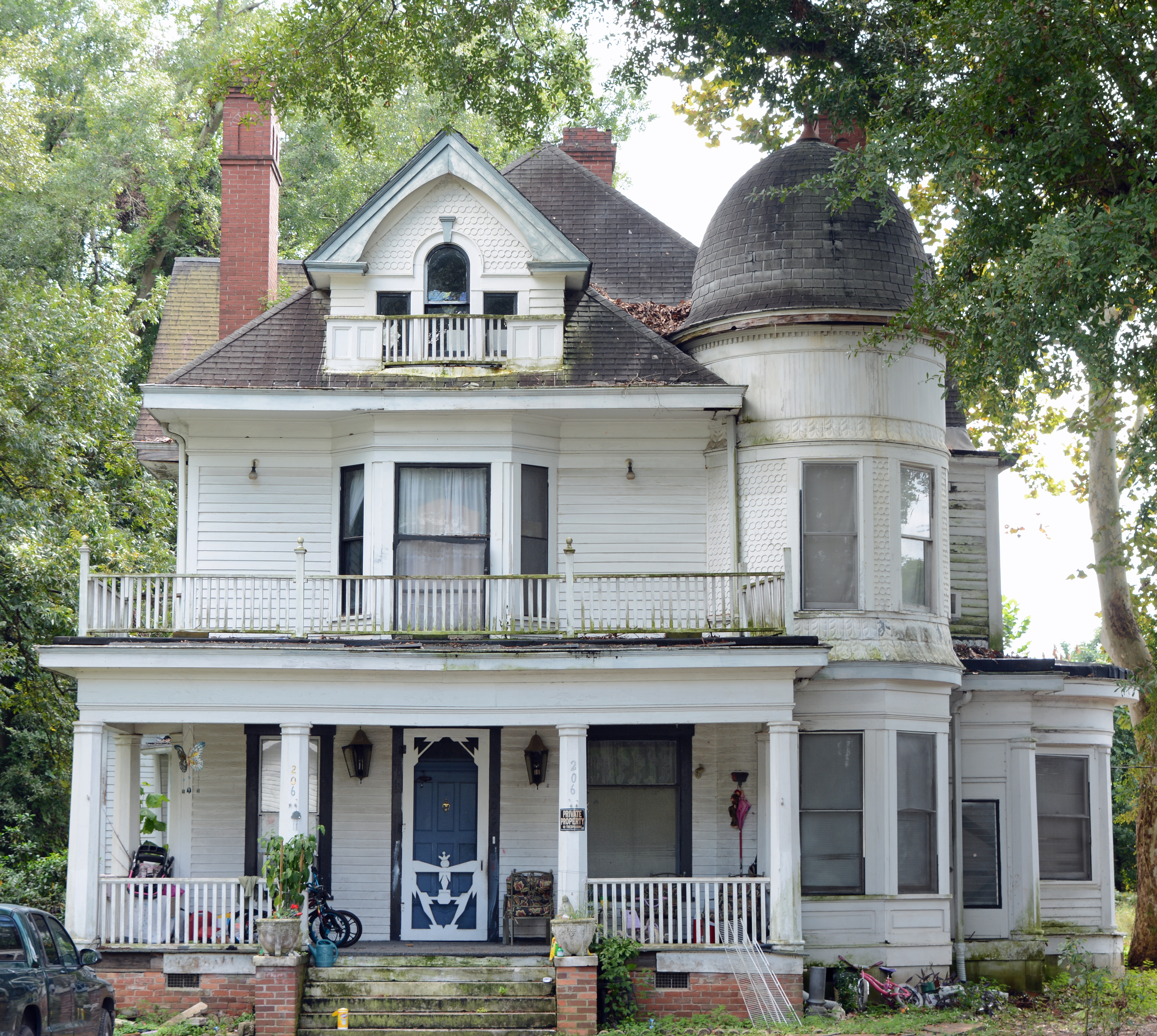
Lonnie A. Pope House

Folgende Objekte wurden in das National Register of Historic Places eingetragen:
- Downtown Douglas Historic District
- South Georgia State Junior College
- Gaskin Avenue Historic District
- Lonnie A. Pope House
- Union Banking Company Building

## Verkehr
Douglas wird von den U.S. Highways 221 und 441 sowie von den Georgia State Routes 31, 32, 135, 158 und 206 durchquert. Der örtliche Flugplatz Douglas Municipal Airport grenzt im Süden an die Stadt. Der nächste internationale Flughafen ist der Valdosta Regional Airport (rund 90 km südlich).

## Söhne und Töchter der Stadt
- G. Wayne Clough (* 1941), Bauingenieur
- Jennifer Nettles (* 1974), Countrysängerin